# Joel Matip
Job Joel André Matip (* 8. August 1991 in Bochum, französische Schreibweise auch Joël Matip) ist ein ehemaliger deutsch-kamerunischer Fußballspieler. Seine bevorzugte Position war die Innenverteidigung, er wurde aber auch häufig im defensiven Mittelfeld eingesetzt. Er spielte je sieben Jahre für den FC Schalke 04 und für den FC Liverpool. Mit Liverpool gewann er die Champions League 2018/19 sowie 2020 die englische Meisterschaft. Zudem war er A-Nationalspieler von Kamerun. Sein älterer Bruder Marvin Matip sowie sein Cousin Joseph-Désiré Job sind ebenfalls Profifußballspieler gewesen.

## Vereinskarriere

### Anfänge
Matip spielte ab 1994 beim Bochumer Verein SC Weitmar 45. Dort war er drei Jahre lang aktiv. Von 1997 bis 2000 spielte er für die Jugendmannschaften des VfL Bochum, bevor er in die Jugendabteilung des FC Schalke 04 wechselte.

### FC Schalke 04

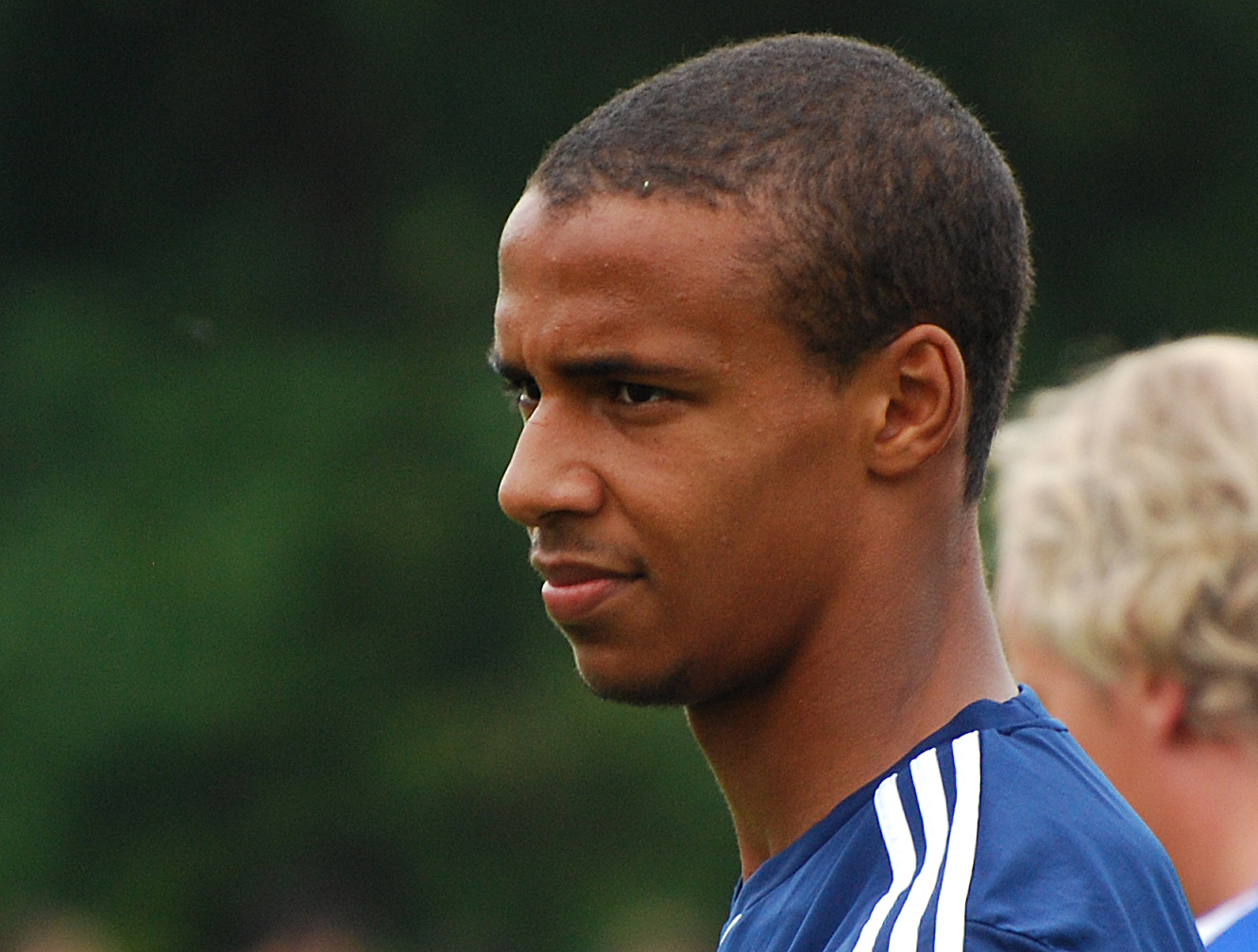
Matip im August 2011

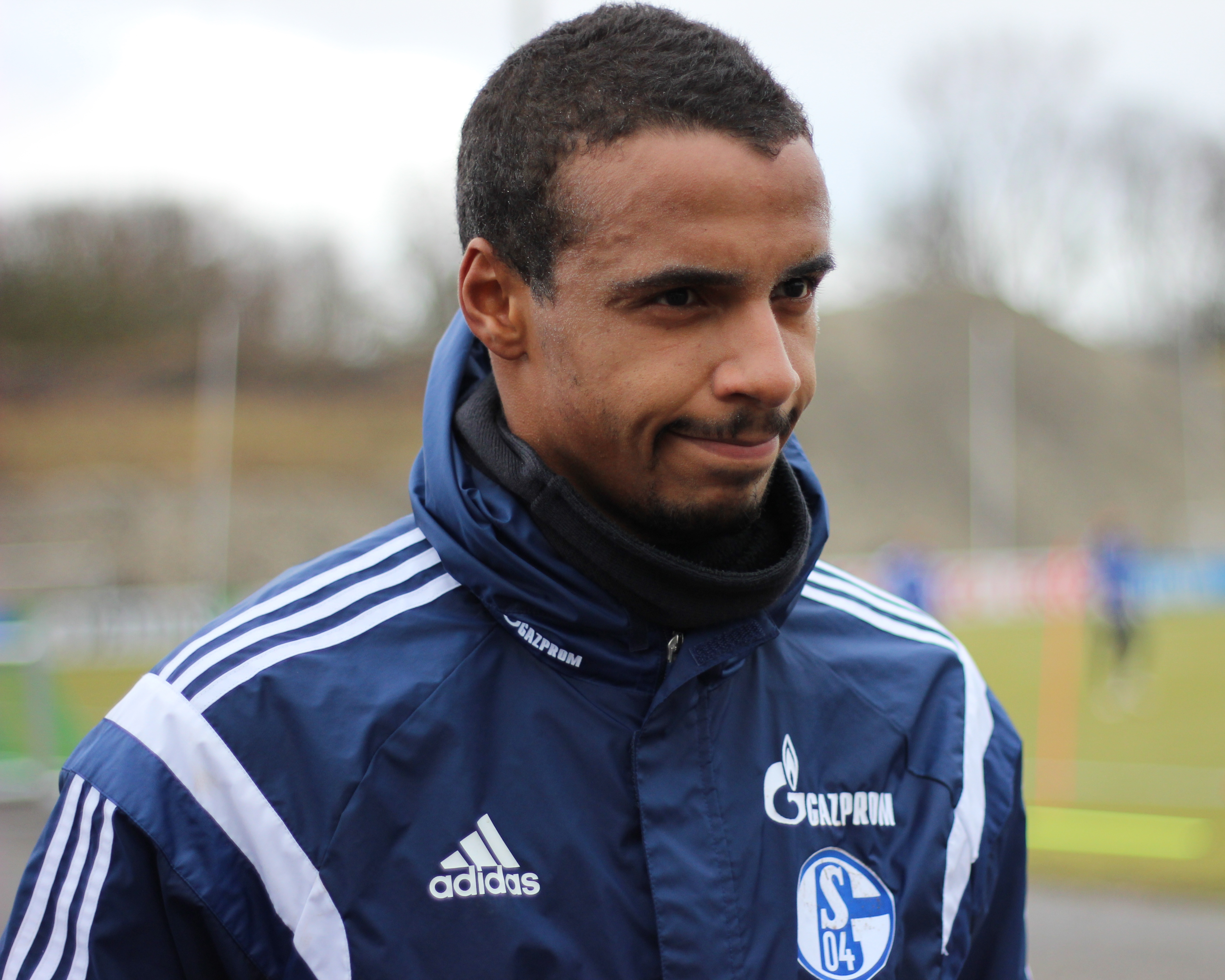
Matip auf Schalke (2015)

Mit der B-Jugendmannschaft des FC Schalke gewann er 2008 den Westfalenpokal.
Am 17. Oktober 2009 absolvierte Matip seinen ersten Einsatz für die zweite Mannschaft beim Spiel gegen den 1. FC Saarbrücken in der Startaufstellung. Drei Wochen später debütierte er in der ersten Mannschaft des FC Schalke 04 beim Spiel gegen den FC Bayern München in der Startaufstellung und erzielte nach 43 Minuten mit dem Tor zum 1:1 seinen ersten Bundesligatreffer. Im Laufe der Saison 2009/10 kam er trotz seines jungen Alters und der großen Konkurrenz auf 20 Einsätze, wobei er drei Tore erzielte.
Am 2. März 2010 unterzeichnete Matip beim FC Schalke 04 einen bis zum 30. Juni 2013 laufenden Profivertrag, der im Januar 2012 bis 2016 verlängert wurde.
Nach den Abgängen des langjährigen Kapitäns Marcelo Bordon und Heiko Westermanns zur Saison 2010/11 etablierte sich Matip zunehmend als Stammspieler in der Innenverteidigung neben Benedikt Höwedes. Trotz der Verpflichtung des erfahrenen ehemaligen deutschen Nationalspielers Christoph Metzelder kam er weiter zu regelmäßigen Einsatzzeiten. In der Champions League erreichte Schalke zum ersten Mal in der Vereinsgeschichte das Halbfinale. Ein Höhepunkt der Saison war auch der Gewinn des DFB-Pokals 2010/11, als man im Endspiel gegen den Zweitligisten MSV Duisburg mit 5:0 gewann.
Zur Saison 2011/12 war Matip nicht immer unumstritten. Er wurde des Öfteren für seine riskante Spielweise kritisiert und mehrfach während Schalker Heimspielen von den Fans ausgepfiffen. Er schaffte es schließlich, seine Leistung zu steigern und gehörte regelmäßig zur Schalker Stammelf. Am Ende der Saison standen in der Liga drei Tore und vier Torvorlagen zu Buche. Erstmals spielte Matip in der UEFA Europa League und erzielte in dieser Spielzeit dort ein Tor und bereitete ein weiteres vor. Im Achtelfinale gegen Twente Enschede wurde Matip in der 60. Minute des Feldes verwiesen. Nach Protesten des Vereins wurde die Sperre annulliert.
Die Saison 2012/13 war nicht nur für Matip, sondern auch für die gesamte Mannschaft, von großer Unkonstanz geprägt. Nach einem sehr starken Hinrundenstart wurde die Mannschaft zur Winterpause hin immer schwächer. Tiefpunkt war die Entlassung des Trainers Huub Stevens und der Abschluss der Hinrunde auf dem siebten Tabellenplatz. Dennoch konnte sich die Mannschaft in der Champions League als Gruppenerster für das Achtelfinale qualifizieren. Am Ende der Saison erreichte man den vierten Tabellenplatz.
Zur Saison 2013/14 galt er in der Innenverteidigung als gesetzt. Er spielte abwechselnd neben Felipe Santana oder Höwedes. In der Hinrunde erzielte er zwei Tore: eines gegen 1899 Hoffenheim, das andere gegen Eintracht Frankfurt; beide Spiele endeten 3:3. In der kompletten Hinrunde erhielt Matip wettbewerbsübergreifend lediglich drei Gelbe Karten. Gegen den FC Basel erzielte er in der Champions League 2013/14 ein Tor, wodurch sich die Mannschaft für die K.-o.-Phase des Wettbewerbs qualifizierte. Zu Beginn der Rückrunde wies er wie die gesamte Mannschaft eine Leistungssteigerung vor und verpasste nur knapp die Einstellung des vereinsinternen Rückrunden-Startrekordes.
Die Hinrunde der Saison 2014/15 war für Matip vor allem durch Verletzungen geprägt. Zuerst erlitt er eine Adduktorenverletzung. Am sechsten Spieltag trug er mit einem Tor zum Derbysieg gegen Borussia Dortmund bei. Er verpasste drei Ligaspiele wegen einer Fußprellung. Beim Comeback gegen den VfL Wolfsburg am 12. Spieltag erlitt er einen Fußbruch, sodass er für den Rest der Hinrunde und auch für den Afrika-Cup 2015 ausfiel. Am 18. Spieltag absolvierte er beim 1:0-Heimsieg am 31. Januar 2015 gegen Hannover 96 sein Comeback, als er kurz vor Ende der Partie für Max Meyer eingewechselt wurde. Es folgten drei Spiele über die volle Spielzeit, ehe er am 22. Spieltag gegen Werder Bremen einen Oberschenkelmuskelriss erlitt. Das folgende Derby gegen Dortmund verpasste er. Von den verbliebenen elf Spielen in der Rückrunde bestritt er zehn und erzielte ein Tor. Wettbewerbsübergreifend verpasste er 15 Spiele aufgrund von Verletzungen.
In die Saison 2015/16 startete Matip sehr stark. Nach dem Weiterkommen im DFB-Pokal bereitete er am ersten Spieltag der Bundesliga beim 3:0-Sieg gegen Werder Bremen zwei Tore vor. Am vierten Spieltag avancierte Matip mit einem Tor und einer Torvorlage beim 2:1-Sieg gegen den FSV Mainz 05 zum Matchwinner. Matip kam in allen 17 Bundesligaspielen der Hinrunde über die volle Spielzeit zum Einsatz. Auch zu Beginn der Rückrunde war er Stammspieler. Seinen zum Saisonende auslaufenden Vertrag verlängerte er nicht. Stattdessen wechselte er zum FC Liverpool unter der Leitung von Jürgen Klopp.

### FC Liverpool

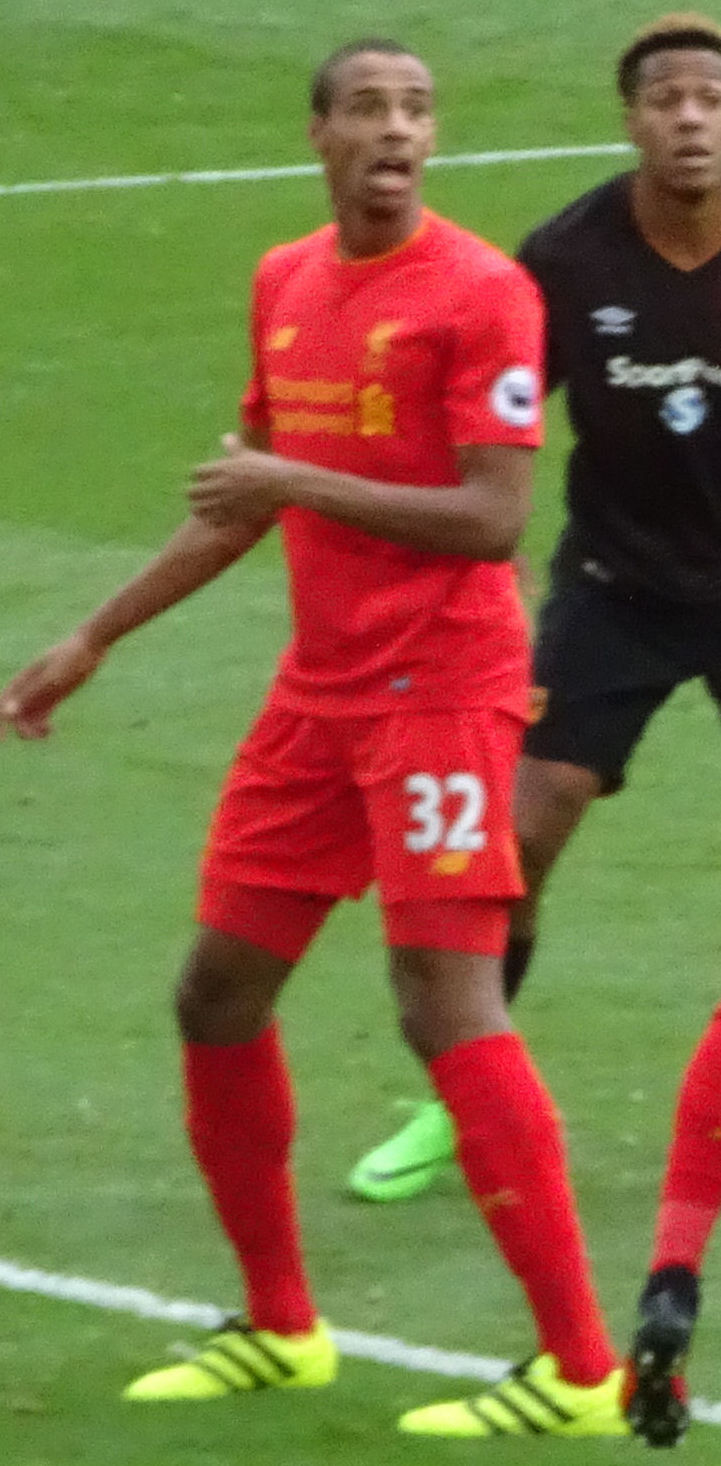
Matip im Trikot vom FC Liverpool (2016)

Matip gab sein Debüt für den FC Liverpool am dritten Spieltag der Premier League 2016/17 gegen Tottenham Hotspur und gehörte seither zur Stammelf. Matip bestritt in seiner ersten Saison für den FC Liverpool 29 von 38 möglichen Ligaspielen, sieben Spiele verpasste er aufgrund einer Knöchelverletzung.
Zum Abschluss der Saison 2018/19 gewann er mit dem LFC das Champions-League-Finale in Madrid 2:0 gegen Tottenham Hotspur. In der kommenden Saison gewann er mit Liverpool die Meisterschaft. Es war der erste Premier League Titel für den Verein seit 30 Jahren. 
Im Sommer 2024 hat er den Verein verlassen. Im Oktober 2024 beendete Matip seine aktive Karriere.

## Nationalmannschaft
Am 23. Dezember 2009 wurde Matip vom kamerunischen Nationaltrainer Paul Le Guen in den Kader zur Afrikameisterschaft 2010 berufen. Am 6. Januar 2010 sagte Matip ab, um sich auf die Bundesliga zu konzentrieren. Sein Debüt für die kamerunische Nationalmannschaft gab er schließlich im Testspiel gegen Italien am 3. März 2010. Seine Entscheidung, nicht für den DFB spielen zu wollen, erklärte er wenige Tage später für endgültig.
Am 29. Mai 2010 wurde Matip von Le Guen für den Kader der kamerunischen Nationalmannschaft zur Weltmeisterschaft 2010 nominiert. Beim WM-Turnier kam er zu einem Einsatz im Spiel gegen Japan (0:1). Die Mannschaft schied nach drei Niederlagen in der Gruppenphase aus. Auch an der Weltmeisterschaft 2014 nahm Matip teil und wurde in zwei Spielen eingesetzt. Im dritten Gruppenspiel gegen Brasilien (1:4) erzielte er sein erstes Länderspieltor zum 1:1 und somit zugleich das einzige Tor der kamerunischen Nationalmannschaft während der WM-Endrunde in Brasilien. Kamerun schied erneut punktlos aus.

## Spielweise
Matip spielt überwiegend als Innenverteidiger, bevorzugt auf der linken Seite innerhalb der Viererkette. Er kann auch im defensiven Mittelfeld als Sechser spielen, wo er vor allem am Anfang seiner Profikarriere und in der Nationalmannschaft Kameruns zum Einsatz kam.
Schon in seiner Jugendzeit wurden Matip sowohl hohe Qualitäten in der Defensive als auch in der Offensive zugesprochen; daneben gilt er als kopfball- und zweikampfstark. Er kommt im Spiel ohne viele Fouls aus, da er durch hohe Antizipation und gutes Stellungsspiel gepaart mit einer soliden Grundschnelligkeit meist vor dem Gegner am Ball ist. Er verfügt über eine geschulte Technik und Genauigkeit im Passspiel. Manager Horst Heldt verglich Matip mit dem brasilianischen Nationalspieler Lúcio, der ebenfalls trotz seiner defensiven Position sich ins Offensivspiel seiner Mannschaft einordnete und für Gefahr sorgte. Torgefährlich ist er insbesondere bei Standardsituationen. So erzielte er am 23. Februar 2013 zwei Tore beim 2:1-Heimsieg gegen Fortuna Düsseldorf.

## Titel
International
- Champions-League-Sieger: 2019
- UEFA-Super-Cup-Sieger: 2019

Deutschland
- Pokalsieger: 2011
- Supercupsieger: 2011

England
- Meister: 2020
- Pokalsieger: 2022
- Ligapokalsieger (2): 2022, 2024
- Supercupsieger: 2022

## Privates
Matips Vater stammt aus Kamerun, seine Mutter ist Deutsche. Er ist der jüngere Bruder des ehemaligen Profifußballers Marvin Matip und der Cousin von Joseph-Désiré Job. Sein mannschaftsinterner Spitzname auf Schalke lautete „Jimmy“.